# Peter Schowtka

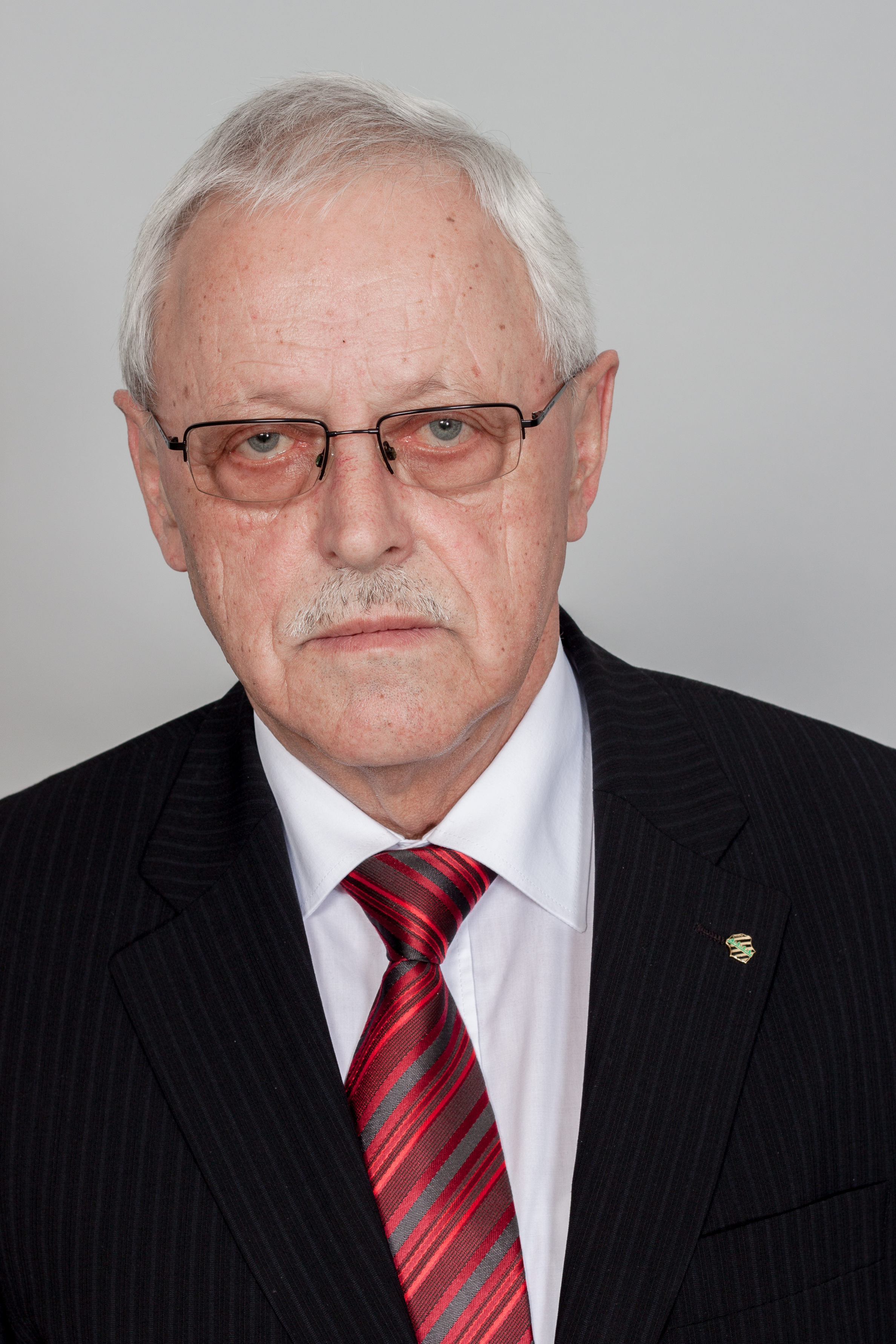
Peter Schowtka (2013)

Peter Georg Schowtka (* 7. Januar 1945 in Wittichenau; † 5. August 2022) war ein deutscher CDU-Politiker. Er war von 1991 bis 2014 Abgeordneter des Sächsischen Landtags.

## Ausbildung und Beruf
Peter Schowtka machte Abitur mit Berufsausbildung als Betonbauer und studierte 1964 bis 1969 Lateinamerikawissenschaften an der Universität Rostock. Als Student war er Sprecher der katholischen Studentengemeinden in der DDR. Das Diplom wurde ihm in der DDR „mangels gesellschaftspolitischer Reife“ verweigert. 1969 bis 1990 war er wissenschaftlicher Mitarbeiter, später Dolmetscher für ausländische Arbeitskräfte aus Mosambik im Braunkohlenbergbau.
Peter Schowtka war katholisch, verheiratet und hatte ein Kind.

## Politik
Peter Schowtka trat im November 1989 in die CDU ein und war vorher parteilos. Er war ab 1991 Mitglied des CDU-Landesvorstands der CDU Sachsen und ab 1996 Landesvorsitzender der KPV Sachsen sowie Mitglied des Bundesvorstands der KPV.
1990 bis 1994 amtierte er als Bürgermeister von Wittichenau. Ab 1991 war er Mitglied des Landtags. Er wurde im Wahlkreis Niederschlesische Oberlausitz 2 direkt gewählt. Im Parlament war er Mitglied im Innenausschuss, im Verfassungs-, Rechts- und Europaausschuss und im Zweiten Untersuchungsausschuss der vierten Wahlperiode. Er war eines von 19 Mitgliedern des ersten sächsischen NSU-Untersuchungsausschusses „Neonazistische Terrornetzwerke in Sachsen“. Zur Landtagswahl in Sachsen 2014 kandidierte er nicht erneut.

## Sonstige Ämter
Peter Schowtka war Mitglied im Kuratorium der Fachhochschule der Sächsischen Polizei.